# Ztráta vědomí při potápění

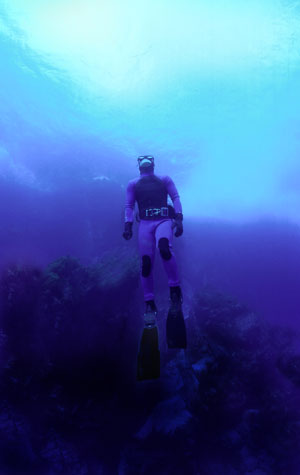
Ztráta vědomí hrozí nejvíce při vynořování z hloubky

Ztráta vědomí při potápění neboli blackout či omdlení patří mezi tzv. hypoxické ztráty vědomí způsobené nedostatkem kyslíku obvykle ke konci hlubokého nebo dlouhého ponoru (mozková hypoxie). Plavec nemusí mít nutně naléhavou potřebu dýchat a nemá jiné zjevné zdravotní problémy, které by omdlení způsobily. Plavec si  ztráty vědomí nemusí být vědom. Ke ztrátě vědomí může dojít i v mělkém bazénu.
Potápěči a plavci, u kterých dojde ke ztrátě vědomí, obvykle utonou, pokud nejsou zachráněni a případně oživováni krátce po ztrátě vědomí. Smrt po ztrátě vědomí je tedy odvratitelná. Procento úmrtnosti je vysoké, oběťmi bývají častěji muži mladší než 40 let, aktivní v rizikovějším potápění. 
Ztráta vědomí může být vyvolána či její riziko zvýšeno hyperventilací před ponorem nebo jako důsledek snížení tlaku během výstupu ze dna. Případně se  jedná o kombinaci obou. Oběťmi jsou často zkušení potápěči praktikující potápění se zadrženým dechem, kteří jsou v dobrém fyzickém stavu. Jedná se často o dobré plavce bez předchozích problémů.

## Situace
Nejčastěji dochází ke ztrátě vědomí v následujících situacích:
1. Ztráta vědomí při výstupu z hloubky
2. Ztráta vědomí v mělké vodě a bazénu
3. Ztráta vědomí na hladině

## Příčiny ztráty vědomí

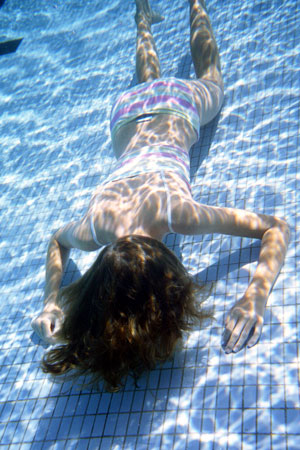
Typická poloha těla při ztrátě vědomí v bazénu, tělo klesá nebo leží na dně. K této tiché situaci může dojít bez povšimnutí okolí, plavčíci by měli být trénování k neustálé kontrole dna bazénů. Okolní plavci se obvykle diví, jak k této situaci mohlo dojít

Záměrné zvýšení frekvence a hloubky nádechů před ponořením může u nádechového potápěče navodit ztrátu vědomí pod vodou a následnou smrt utonutím.
Odborně se tato ztráta vědomí nazývá posthyperventilační hypoxická synkopa. Spontánní fyziologické dýchání je u člověka regulováno především rytmickou vzrušivostí respiračního centra, které je lokalizováno v retikulární formaci kaudální části prodloužené míchy (medulla oblongata). Toto centrum řízení dýchání je stimulováno změnami chemizmu arteriální krve, v níž vzestup parciálního tlaku oxidu uhličitého pCO2 zvyšuje úroveň aktivity respiračního centra. Další senzory (chemoreceptory), informující respirační centrum o aktuálním chemizmu krve, se kromě prodloužené míchy nacházejí také v karotických a aortálních tělískách.
Když potápěč po předcházející hyperventilaci zadrží dech a navíc se v apnoe pohybuje pod vodou, dochází vlivem metabolických nároků organizmu k dalšímu poklesu parciálního tlaku kyslíku pO2 a k současnému zvyšování pCO2 v krvi. Podíl pCO2 v krvi je v této situaci podstatně nižší v porovnání se stejnou situací bez předcházející hyperventilace. Tak může dojít ke vzniku paradoxní situace, kdy pCO2 v arteriální krvi dosáhne koncentrace dostatečné ke stimulaci respiračního centra až v době, kdy celý organizmus a především centrální nervová soustava (CNS) potápěče je už ve stavu pokročilého nedostatku kyslíku (hypoxie), která se projeví obvykle náhlou ztrátou vědomí.

## Jak se vyhnout ztrátě vědomí
1. Závaží - by měla být součástí výbavy, schopna zajistit rychlé klesání. Závaží umožní odhození k rychlému dosažení hladiny.
2. Relaxace před ponorem s normálním dýcháním bez hyperventilace
3. Uklidnit se v případě vzrušení před ponorem. Adrenalin způsobuje hyperventilaci.
4. Nucení k nadechnutí - pokud přijde, potapěč by se měl okamžitě vynořit.
5. Nikdy se nepotápět sám. Jeden potapěč pod vodou, druhý pozoruje shora. Pozorující potápěč by měl správně dýchat a být připraven k okamžité reakci
6. Ponor jen do hloubky dostupné pro oba potápěče
7. Monitoring stavu potapěče nejméně 30 sekund po návratu na hladinu, ke ztrátě vědomí může dojít i po ukončení ponoru
8. Pár potapěčů by měl být schopen rozeznat a reagovat na blackout

K obnovení dýchání může dojít i samovolně po vynesení na hladinu, případně je nutno pomoci umělým dýcháním. 

## Rozeznání příznaků
Rozeznání příznaků je kritické k záchraně potápěče, který sám je nedokáže rozeznat. Příznaky musí poznat  podpůrný tým nebo partner při potápění. Ztrátu vědomí lze rozeznat z těchto příznaků: 
1. Potápěč přestal bezdůvodně plavat
2. Potápěč klesá ke dnu
3. Paže a nohy se nepohybují
4. Oči se otáčejí dozadu, je vidět oční bělmo
5. Hlava nakloněna dopředu
6. Záchvěvy těla nebo křeče